# Scymnodalatias oligodon
Scymnodalatias oligodon  (лат.) — редкий вид рода сцимнодалатий семейства сомниозовых акул отряда катранообразных. Обитает в Тихом океане, встречается на глубине до 200 м. 
Известен всего по одному образцу, назначенному голотипом. Голотип представлял собой самца длиной 26 см, пойманного в Тихом океане в 2300 северо-западнее от Сантьяго, Чили, в 1985 году (33°31' с.ш. 96°07' з.д.) на глубине около 200 м. 
Размножается яйцеживорождением. 
Не является объектом коммерческого рыболовства. 
Видовой эпитет происходит от слов греч. ὀλιγο — «мало» и греч.  ὀδούς — «зуб». 
Данных для оценки Международным союзом охраны природы статуса сохранности вида недостаточно.